# أوسا (دراجات نارية)

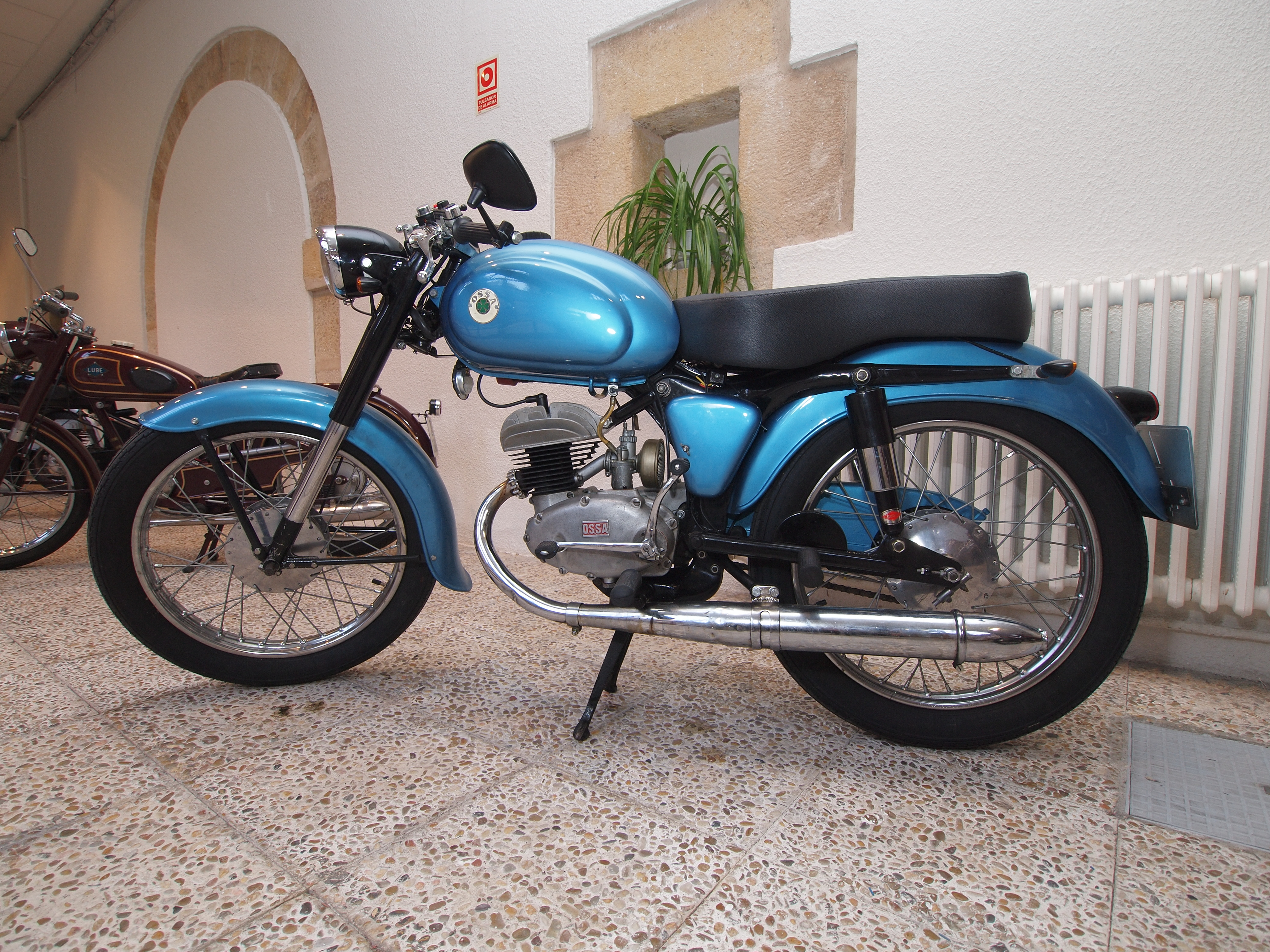
من منتجاتها

أوسا هي شركة إسبانية مصنعة للدراجات النارية. كانت نشطة من سنة 1924 إلى 1982 ثم عادت من جديد في عام 2010. تأسست من قبل مانويل جيرو، أحد الصناعيين من برشلونة. وهي معروفة بدراجاتها النارية خفيفة الوزن ذات محرك شوطين.